# Gabelbrücke
Eine Gabelbrücke ist ein Teil von Motorradgabeln sowie von Fahrradgabeln. Sie verbindet die beiden Gabelbeine, zwischen denen das Vorderrad befestigt ist, mit dem Gabelschaft, der drehbar im Lenkkopflager gelagert ist.
Bei klassischen ungefederten Fahrradgabeln ist die Gabelbrücke ein Stück geschmiedeter Stahl, der die Rohre der Gabel aufnimmt. Bei Billigrädern ist der Gabelkopf aus gepresstem Stahlblech.
Motorräder und einige Mountainbikes sind nicht nur mit einer Gabelbrücke unter dem Lenkkopflager, sondern zusätzlich mit einer zweiten oberen Gabelbrücke und längeren Gabelbeinen ausgestattet. Dies erhöht die Steifigkeit, hat jedoch ein höheres Gewicht zur Folge.
Die obere Gabelbrücke wird bei vielen klassischen Motorrädern durch eine sogenannte Casquette gebildet. Im Gegensatz zu einer sogenannten Lampenmaske bei einem modernen Motorrad handelt es sich dabei um ein tragendes Bauteil.
Bei der Montage, vor allem wenn das betroffene Fahrzeug extremen Belastungen standhalten muss,
ist es sehr wichtig, die Klemmschrauben in der richtigen Reihenfolge anzuziehen, da sonst starke Spannungen innerhalb der Gabelbrücke auftreten können, wodurch diese bei Belastung zerreißen kann.

## Galerie

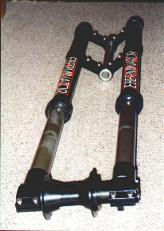
Doppelbrücken-Federgabel eines Mountainbikes; Gabelbrücken im Hintergrund
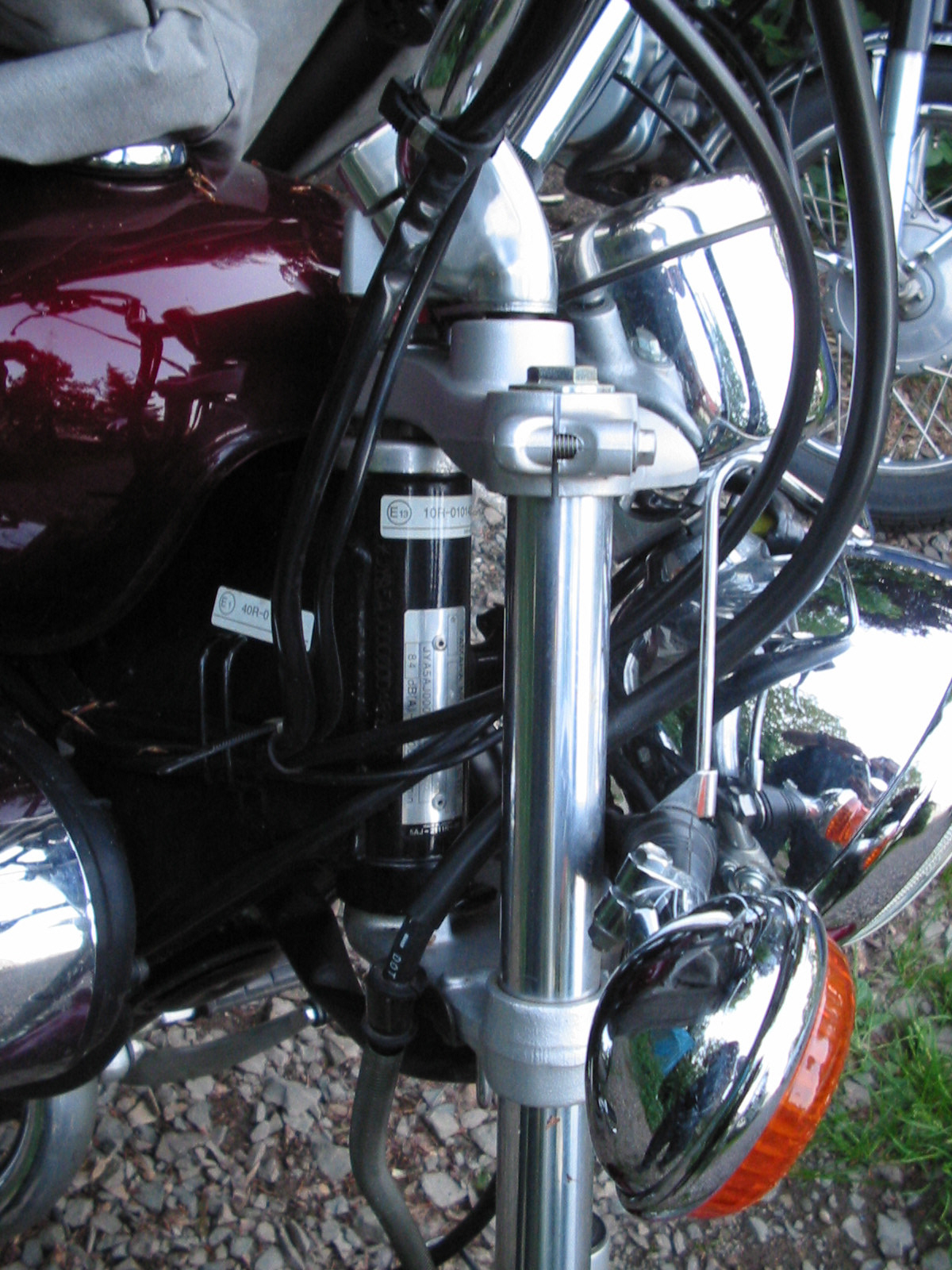
Obere und untere Gabelbrücke eines Motorrads
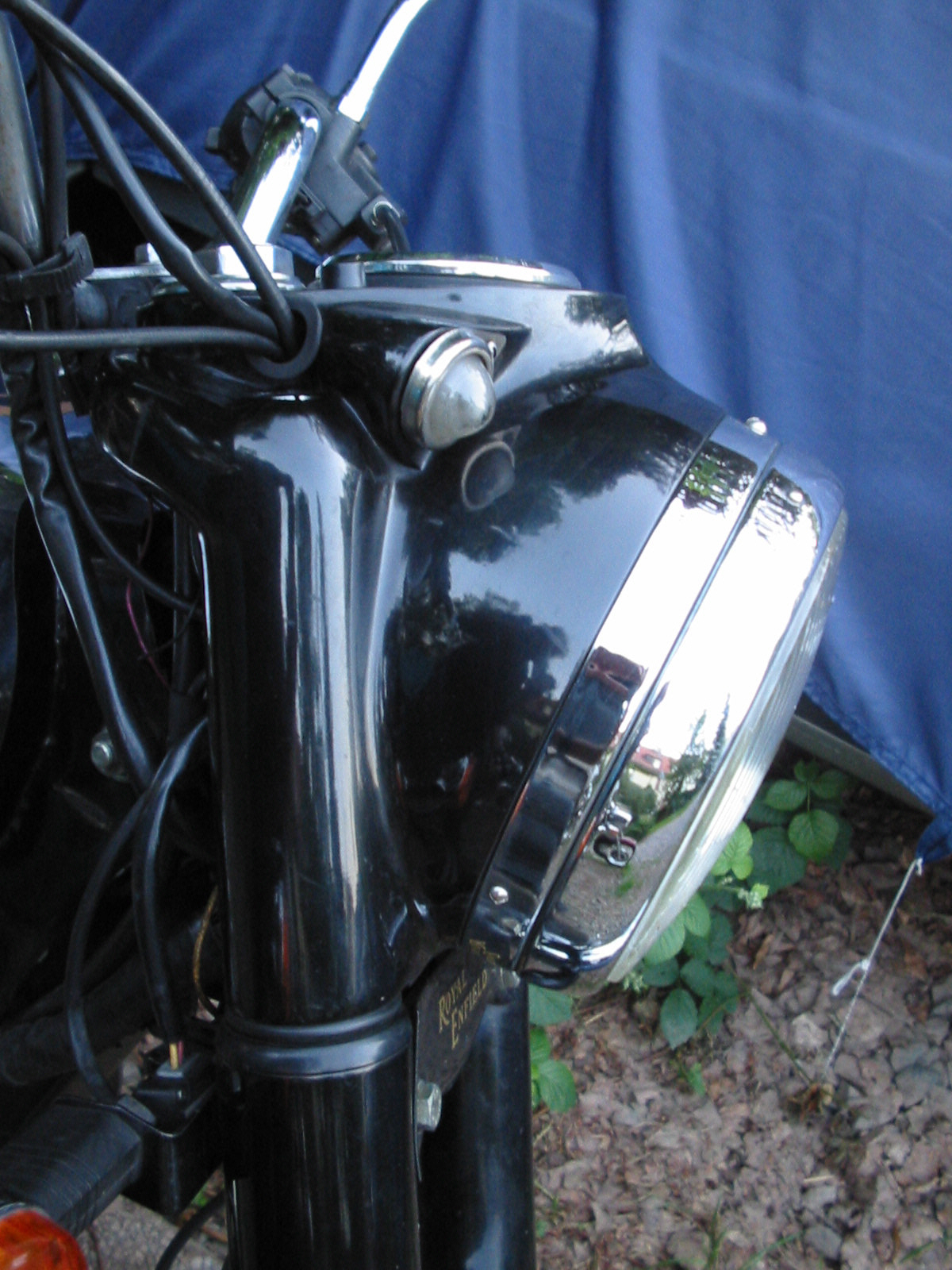
Casquette